# Blaine Gabbert
(en) Statistiques sur pro-football-reference
Blaine Gabbert, né le 15 octobre 1989 à Ballwin dans le Missouri, est un joueur américain de football américain évoluant au poste de quarterback dans la National Football League (NFL).
Il joue depuis la saison 2023 pour la franchise des Chiefs de Kansas City après avoir été chez les Jaguars de Jacksonville (2011-2013), les 49ers de San Francisco (2014-2016), les Cardinals de l'Arizona (2017), les Titans du Tennessee (2018) et les Buccaneers de Tampa Bay (2019-2022).
Avec les Buccaneers, il remporte le Super Bowl LV au terme de la saison 2020 en tant que remplaçant de Tom Brady. Il remporte également le LVIII en tant que remplaçant avec les Chiefs au terme de la saison 2023.
Au niveau universitaire, il a joué pour les Tigers du Missouri dans la Big 12 Conference de la NCAA Division I FBS pendant trois saisons (2008-2010) avant d'être sélectionné lors du premier tour de la draft 2011 par les Jaguars.

## Biographie

### Carrière universitaire
Étudiant à l'Université du Missouri à Columbia, Gabbert joue pour les Tigers du Missouri dans la NCAA Division I FBS de 2008 à 2010.
Il est sélectionné dans la deuxième équipe de la conférence Big Ten en 2009.
Il perd 13 à 35 le Texas Bowl 2009 joué contre les Midshipmen de la Navy ainsi que l'Insight Bowl 2010 perdu sur le score de 24 à 27 contre les Hawkeyes de l'Iowa.

### Carrière professionnelle
Gabbert est sélectionné en 10e choix global lors du premier tour de la draft 2011 de la NFL par la franchise des Jaguars de Jacksonville. Lors de sa deuxième saison chez les Jaguars, il se blesse à l'avant-bras après 10 rencontres et manque le reste de la saison. La saison suivante, il est une nouvelle fois victime de blessures dont notamment une au niveau du muscle ischio-jambier.
Ne répondant pas aux attentes, il est échangé en mars 2014 aux 49ers de San Francisco contre une sélection de sixième tour pour de la draft 2014.
Il arrive chez les Cardinals de l'Arizona en 2017 et occupe le poste de troisième quarterback derrière Carson Palmer et Drew Stanton. Après que ces deux derniers se soient blessés, il est désigné titulaire lors de la 11e semaine pour le match contre les Texans de Houston. Après cinq rencontres et un match difficile contre les Redskins de Washington, il retourne sur le banc au profit de Stanton.
Il signe en mars 2018 un contrat de deux ans avec les Titans où il devient le remplaçant de Marcus Mariota. Il entre en jeu lors du premier match du calendrier face aux Dolphins, Mariota s'étant blessé et il est titularisé lors des deux matchs suivants, contre les Texans et son ancienne équipe des Jaguars. Il se blesse lors de ce dernier match après avoir été heurté casque contre casque par Malik Jackson. Lors du dernier match de la saison régulière contre les Colts, que les Titans doivent gagner pour accéder à la série éliminatoire, il est désigné pour commencer le match Mariota étant blessé. Il totalise un gain de 165 yards et inscrit un touchdown, mais se fait intercepté à deux reprises et son équipe perd le match 17 à 33, ratant la qualification pour la phase finale.
Libéré par les Titans afin de permettre l'arrivée de Ryan Tannehill, il signe en mars 2019 chez les Buccaneers. Le 24 septembre 2019, Gabbert se blesse au niveau de l'épaule.
Il signe un nouveau contrat d'un an le 2 avril 2020. Il est réserviste de Tom Brady lors du Super Bowl LV gagné 31 à 9 le 7 février 2021 contre les Chiefs ce qui lui permet de gagner sa première bague de Super Bowl.
Les Buccaneers resignent Gabbert le 10 mai 2021 et le prolongent à nouveau d'un an en avril 2022.
Le 19 avril 2023, Gabbert signe chez les Chiefs de Kansas City en tant que remplaçant de Patrick Mahomes.

## Statistiques
| Année       | Équipe             | Statut      | MJ |         | Passes   | Passes | Passes | Passes | Passes | Passes | Passes  |       | Courses | Courses | Courses | Courses |
| Année       | Équipe             | Statut      | MJ | Tentées | Réussies | Pct.   | Yards  | TD     | Int.   | Éval.  | Tentées | Yards | Moy.    | TD      |         |         |
| 2008        | Tigers du Missouri | Fr.         | 05 | 013     | 05       | 38,5   | 0 43   | 0      | 0      | 066,2  | 06      | 022   | 3,7     | 0       |         |         |
| 2009        | Tigers du Missouri | So.         | 13 | 445     | 262      | 58,9   | 3 593  | 24     | 9      | 140,5  | 104     | 203   | 2,0     | 3       |         |         |
| 2010        | Tigers du Missouri | Jr.         | 13 | 475     | 301      | 63,4   | 3 186  | 16     | 9      | 127,0  | 112     | 232   | 2,1     | 5       |         |         |
| Totaux NCAA | Totaux NCAA        | Totaux NCAA | 31 | 933     | 568      | 60,9   | 6 822  | 40     | 18     | 132,6  | 221     | 458   | 2,0     | 8       |         |         |

| Taille              | Poids           | Bras          | Main          | Sprint   | Sprint   | Sprint   | Shuttle 20 yards | 3 cones drill | Détente        | Détente        | Développé couché | Test Wonderlic |
| Taille              | Poids           | Bras          | Main          | 40 yards | 10 yards | 20 yards | Shuttle 20 yards | 3 cones drill | verticale      | horizontale    | Développé couché | Test Wonderlic |
| 1,94 m (6 ft 4⅜ in) | 106 kg (234 lb) | 84 cm (33 in) | 25 cm (10 in) | 4,62 s   | 1,59 s   | 2,70 s   | 4,26 s           | 6,84 s        | 85 cm (33½ in) | 3,05 m (10 ft) | -                | 42             |

| Année              | Équipe                  | MJ |                                    | Passes                             | Passes                             | Passes                             | Passes                             | Passes                             | Passes                             | Passes          |                 | Courses         | Courses         | Courses | Courses |
| Année              | Équipe                  | MJ | Tentées                            | Réussies                           | Pct.                               | Yards                              | TD                                 | Int.                               | Éval.                              | Tentées         | Yards           | Moy.            | TD              |         |         |
| 2011               | Jaguars de Jacksonville | 15 | 413                                | 210                                | 50,8                               | 2 214                              | 12                                 | 11                                 | 65,4                               | 48              | 98              | 2               | 0               |         |         |
| 2012               | Jaguars de Jacksonville | 10 | 278                                | 162                                | 58,3                               | 1 662                              | 9                                  | 6                                  | 77,4                               | 18              | 56              | 3,1             | 0               |         |         |
| 2013               | Jaguars de Jacksonville | 3  | 86                                 | 42                                 | 48,8                               | 481                                | 1                                  | 7                                  | 36                                 | 9               | 32              | 3,6             | 0               |         |         |
| 2014               | 49ers de San Francisco  | 1  | 7                                  | 3                                  | 42,9                               | 38                                 | 1                                  | 0                                  | 100                                | 1               | 5               | 5               | 0               |         |         |
| 2015               | 49ers de San Francisco  | 8  | 282                                | 178                                | 63,1                               | 2 031                              | 10                                 | 7                                  | 86,2                               | 32              | 185             | 5,8             | 1               |         |         |
| 2016               | 49ers de San Francisco  | 6  | 160                                | 91                                 | 56,9                               | 925                                | 5                                  | 6                                  | 68,4                               | 40              | 173             | 4,3             | 2               |         |         |
| 2017               | Cardinals de l'Arizona  | 5  | 171                                | 95                                 | 55,6                               | 1 086                              | 6                                  | 6                                  | 71,9                               | 22              | 82              | 3,7             | 0               |         |         |
| 2018               | Titans du Tennessee     | 8  | 101                                | 61                                 | 60,4                               | 626                                | 4                                  | 4                                  | 74,9                               | 6               | 0               | 0               | 0               |         |         |
| 2019               | Buccaneers de Tampa Bay |    | Ne joue pas à cause d'une blessure | Ne joue pas à cause d'une blessure | Ne joue pas à cause d'une blessure | Ne joue pas à cause d'une blessure | Ne joue pas à cause d'une blessure | Ne joue pas à cause d'une blessure | Ne joue pas à cause d'une blessure |                 |                 |                 |                 |         |         |
| 2020               | Buccaneers de Tampa Bay | 4  | 16                                 | 9                                  | 56,2                               | 143                                | 2                                  | 0                                  | 125,8                              | 6               | 16              | 2,7             | 0               |         |         |
| 2021               | Buccaneers de Tampa Bay | 6  | 11                                 | 7                                  | 63,6                               | 67                                 | 0                                  | 0                                  | 80,5                               | 9               | -7              | -0,8            | 0               |         |         |
| 2022               | Buccaneers de Tampa Bay | 1  | 8                                  | 6                                  | 75,0                               | 29                                 | 1                                  | 0                                  | 119,3                              | 0               | 0               | 0,0             | 0               |         |         |
| 2023               | Chiefs de Kansas City   | ?  | Saison en cours                    | Saison en cours                    | Saison en cours                    | Saison en cours                    | Saison en cours                    | Saison en cours                    | Saison en cours                    | Saison en cours | Saison en cours | Saison en cours | Saison en cours |         |         |
| Totaux en carrière | Totaux en carrière      | 67 | 1 533                              | 864                                | 56,4                               | 9 302                              | 51                                 | 47                                 | 72,7                               | 195             | 640             | 3,3             | 3               |         |         |

## Vie privée
Gabbert aime la pêche en haute mer et à la mouche pendant son temps libre. Il a deux frères prénommés Tyler et Brett : Tyler Gabbert, qui s'était engagé pour les Tigers du Missouri n'y a pas joué et a été transféré aux Knights de l'UCF tandis que Brett est quarterback remplaçant chez les Redhawks de Miami.
Le 29 décembre 2022, alors qu'ils conduisaient des jet-skis, les frères Gabbert ont aidé à sauver quatre personnes près des îles Davis. Blaine avait aperçu un bateau qui s'était brisé en environ quatre morceaux et vu deux gilets de sauvetage jaunes. Les trois frères se sont dirigés vers les lieux et ont appelé le 911. Ils ont aidé trois personnes à sortir de l'eau qu'(ils ont pris sur leurs jet-skis. Un hélicoptère de sauvetage appelé entre-temps a pu prendre en charge le quatrième naufragé. L'entraîneur des Buccaneers, Todd Bowles, a décrit le sauvetage comme « exceptionnel »,.